# Vengeance Is Mine (film, 1913)
Pour les articles homonymes, voir La vengeance est à moi.
Pour plus de détails, voir Fiche technique et Distribution.
Vengeance Is Mine est un film muet américain réalisé par Colin Campbell et sorti en 1913.

## Fiche technique
- Réalisation : Colin Campbell
- Scénario : Lanier Bartlett
- Production : William Nicholas Selig
- Date de sortie : 
  - États-Unis : 7 avril 1913

## Distribution
- Wheeler Oakman
- Tom Santschi
- Frank Clark
- William Hutchinson
- Bessie Eyton
- Lillian Hayward